# Campylospermum reticulatum
Campylospermum reticulatum là một loài thực vật có hoa trong họ Ochnaceae. Loài này được Tiegh. mô tả khoa học đầu tiên.